# Berekua
Berekua o Berricoa o Grand Bay è un centro abitato della Dominica, capoluogo della parrocchia di Saint Patrick.
| Controllo di autorità | VIAF (EN) 147517615 |